# Comtats d'Albània
Segons la Constitució de 1998, Albània està dividida en dotze comtats (albanès: qark) o prefectures (albanès: prefekturë). A cada comtat s'hi constitueix un consell format pels síndics de les viles i comunes que el formen, sota la supervisió d'un prefecte nomenat pel govern, i tenen funcions administratives de coordinació i desenvolupament regional en temes com ara salut, comunicacions, educació, ordre públic,... Encara que la seva autonomia financera és mínima, depenent estretament del govern central. Foren establerts en 1991 després del canvi de règim que va suposar la revolució romanesa de 1989.

## Llista dels comtats
La llista de comtats és la següent, amb les dades de població corresponents a 1 de gener de 2008, facilitades per l'Institut d'Estadística de la República d'Albània:
| Comtat      | Capital     | Població | Superfície |
| ----------- | ----------- | -------- | ---------- |
| Berat       | Berat       | 172.694  | 1.798      |
| Dibër       | Peshkopi    | 143.341  | 2.586      |
| Durrës      | Durrës      | 314.862  | 766        |
| Elbasan     | Elbasan     | 349.530  | 3.199      |
| Fier        | Fier        | 379.221  | 1.891      |
| Gjirokastër | Gjirokastër | 102.990  | 2.884      |
| Korçë       | Korçë       | 260.890  | 3.710      |
| Kukës       | Kukës       | 75.746   | 2.373      |
| Lezhë       | Lezhë       | 160.752  | 1.620      |
| Shkodër     | Shkodër     | 249.982  | 3.561      |
| Tirana      | Tirana      | 811.388  | 1.653      |
| Vlorë       | Vlorë       | 148.651  | 2.706      |